# Follow the Leader (canción de Wisin & Yandel)
«Follow the Leader» —en español: «Siga al líder»— es una canción de dúo puertorriqueño Wisin & Yandel, con la participación de la cantante estadounidense Jennifer Lopez. Esta canción está añadida en Just Dance 2014. Fue compuesta por López, Liz w/h Juan Luis Morera, Llandel Veguilla, Saeed Jonas, Kings Niclas, Candace Thorbourne, Nailah Thorbourne, Thorbourne Nyanda y producido por Saeed y Reyes. La canción fue lanzada como sencillo el 10 de abril de 2012, en iTunes Store en Estados Unidos y México.

## Posiciones en listas
| País           | Lista (2012)                   | Mejor posición |
| -------------- | ------------------------------ | -------------- |
| Austria        | Ö3 Austria Top 40              | 74             |
| Bélgica        | Ultratop 50                    | 36             |
| Bélgica        | Ultratop                       | 22             |
| Colombia       | National Report                | 7              |
| Francia        | SNEP                           | 177            |
| Honduras       | Honduras Top 50                | 9              |
| México         | Billboard                      | 19             |
| México         | Español Billboard              | 9              |
| Eslovaquia     | IFPI                           | 45             |
| España         | PROMUSICAE                     | 26             |
| Estados Unidos | Bubbling Under Hot 100 Singles | 5              |
| Estados Unidos | Hot Latin Songs (Billboard)    | 1              |
| Estados Unidos | Latin Pop Songs (Billboard)    | 3              |
| Estados Unidos | Tropical Airplay (Billboard)   | 2              |